# Dawkinsia
Genre
Dawkinsia est un genre de poissons d'eau douce et saumâtre téléostéens de la famille des Cyprinidae (ordre des Cypriniformes).

## Répartition
Les espèces du genre Dawkinsia sont originaires d'Asie.

## Liste des espèces
Selon World Register of Marine Species (26 décembre 2023) :
- Dawkinsia apsara Katwate, Marcus Knight, Anoop, Raghavan & Dahanukar, 2020
- Dawkinsia arulius (Jerdon, 1849)
- Dawkinsia assimilis (Jerdon, 1849)
- Dawkinsia austellus Katwate, Marcus Knight, Anoop, Raghavan & Dahanukar, 2020
- Dawkinsia chalakkudiensis (Menon, Rema Devi & Thobias, 1999)
- Dawkinsia crassa Katwate, Marcus Knight, Anoop, Raghavan & Dahanukar, 2020
- Dawkinsia denisonii (Day, 1865)
- Dawkinsia exclamatio (Pethiyagoda & Kottelat, 2005)
- Dawkinsia filamentosa (Valenciennes, 1844)
- Dawkinsia rohani (Rema Devi, Indra & Knight, 2010)
- Dawkinsia rubrotincta (Jerdon, 1849)
- Dawkinsia singhala (Duncker, 1912)
- Dawkinsia srilankensis (Senanayake, 1985)
- Dawkinsia tambraparniei (Silas, 1954)
- Dawkinsia uttara Katwate, Apte & Raghavan, 2020

## Galerie

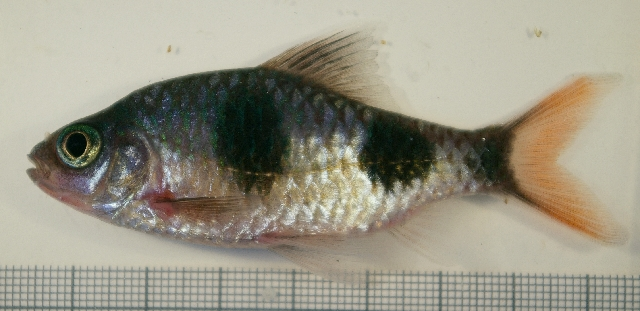
Dawkinsia arulius.
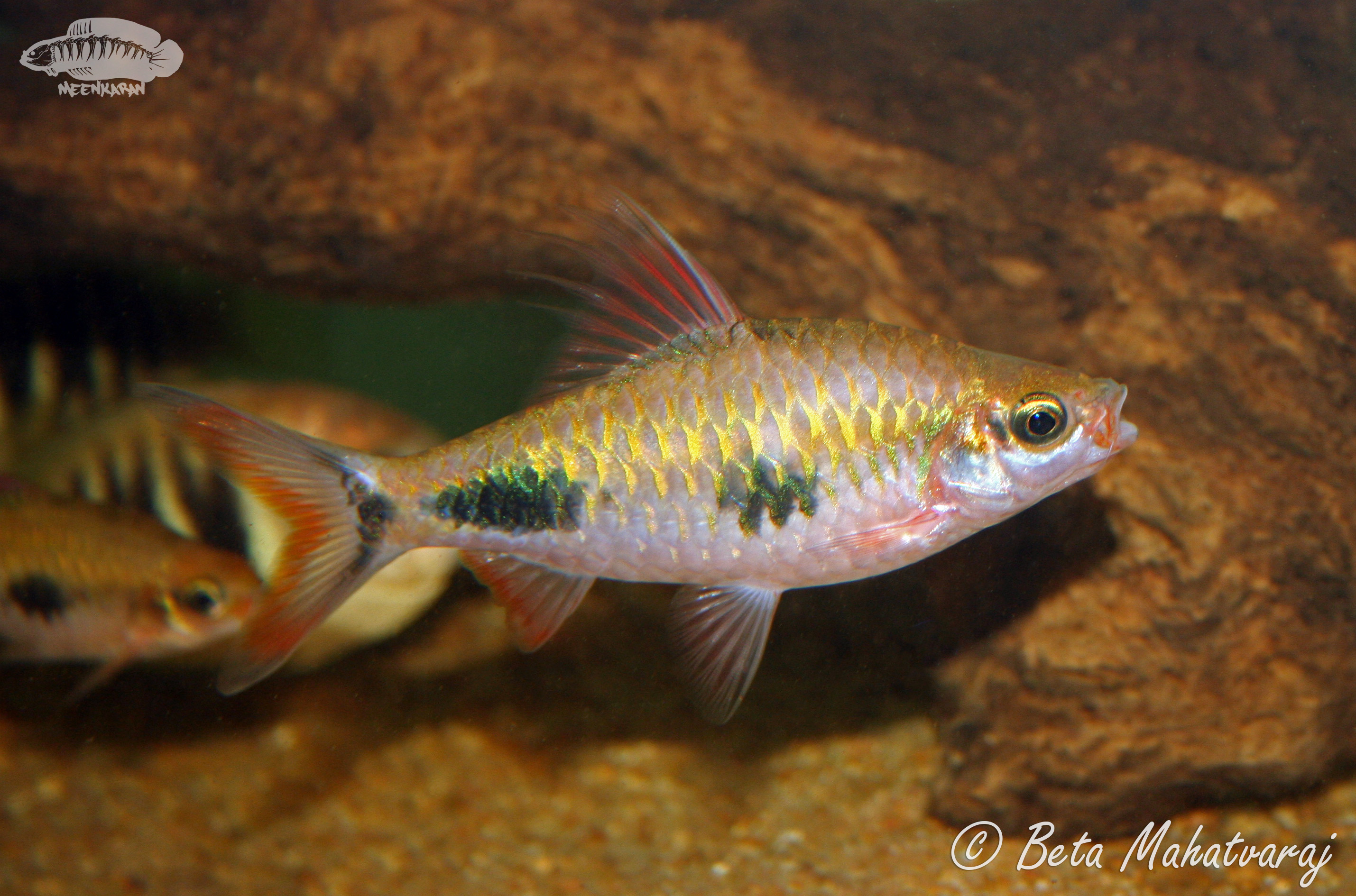
Dawkinsia exclamatio.
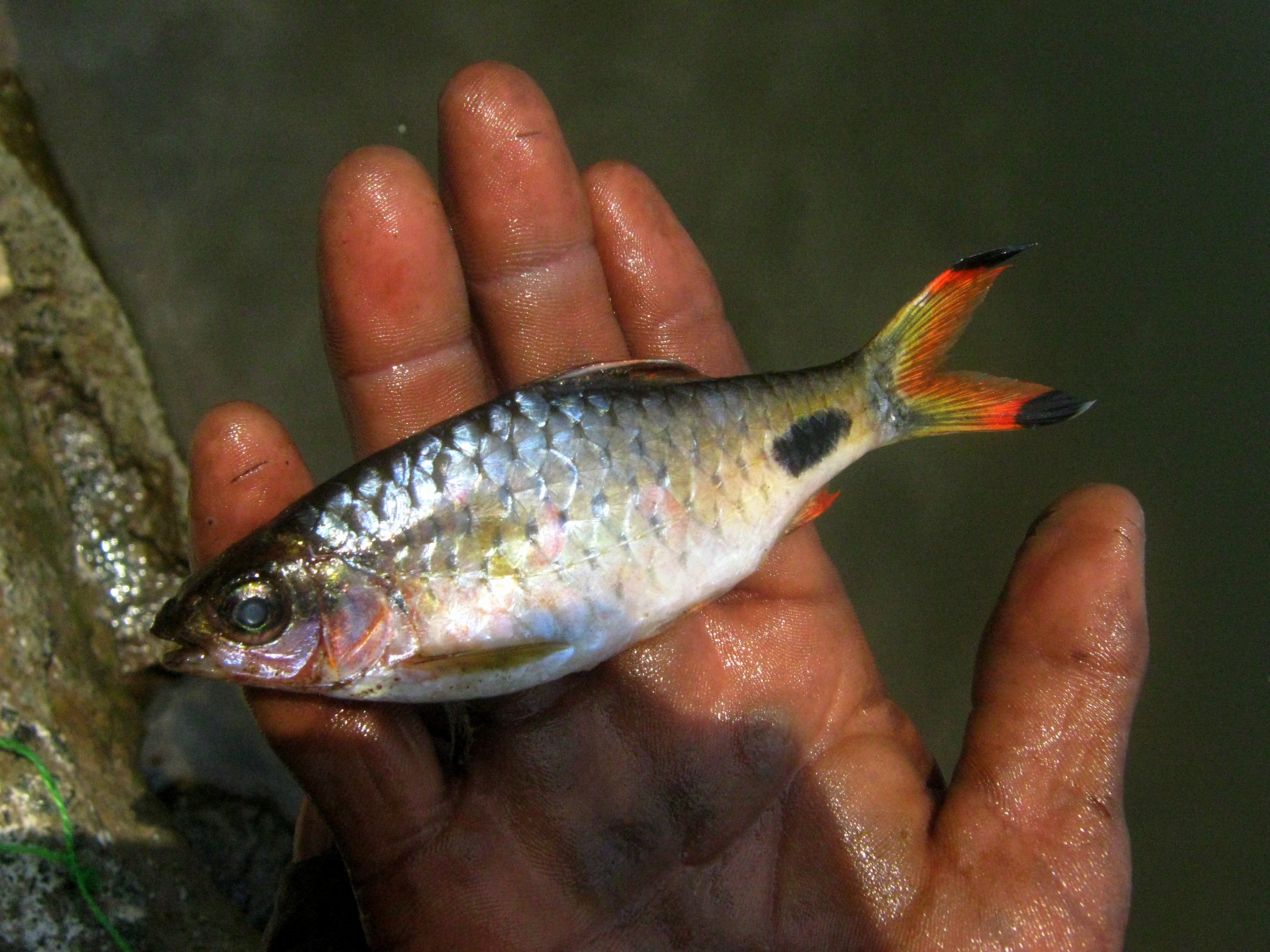
Dawkinsia filamentosa.
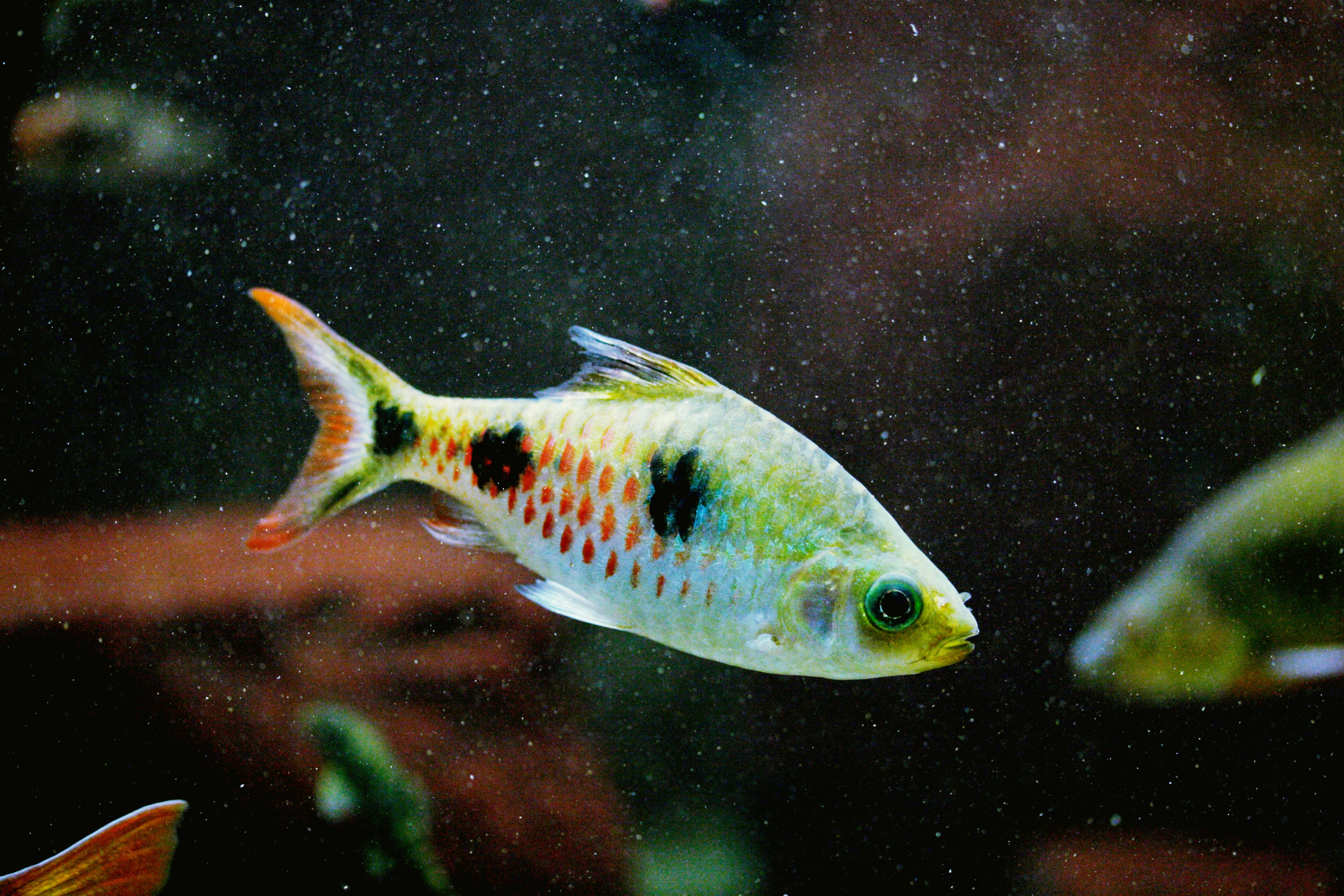
Dawkinsia rubrotinctus.
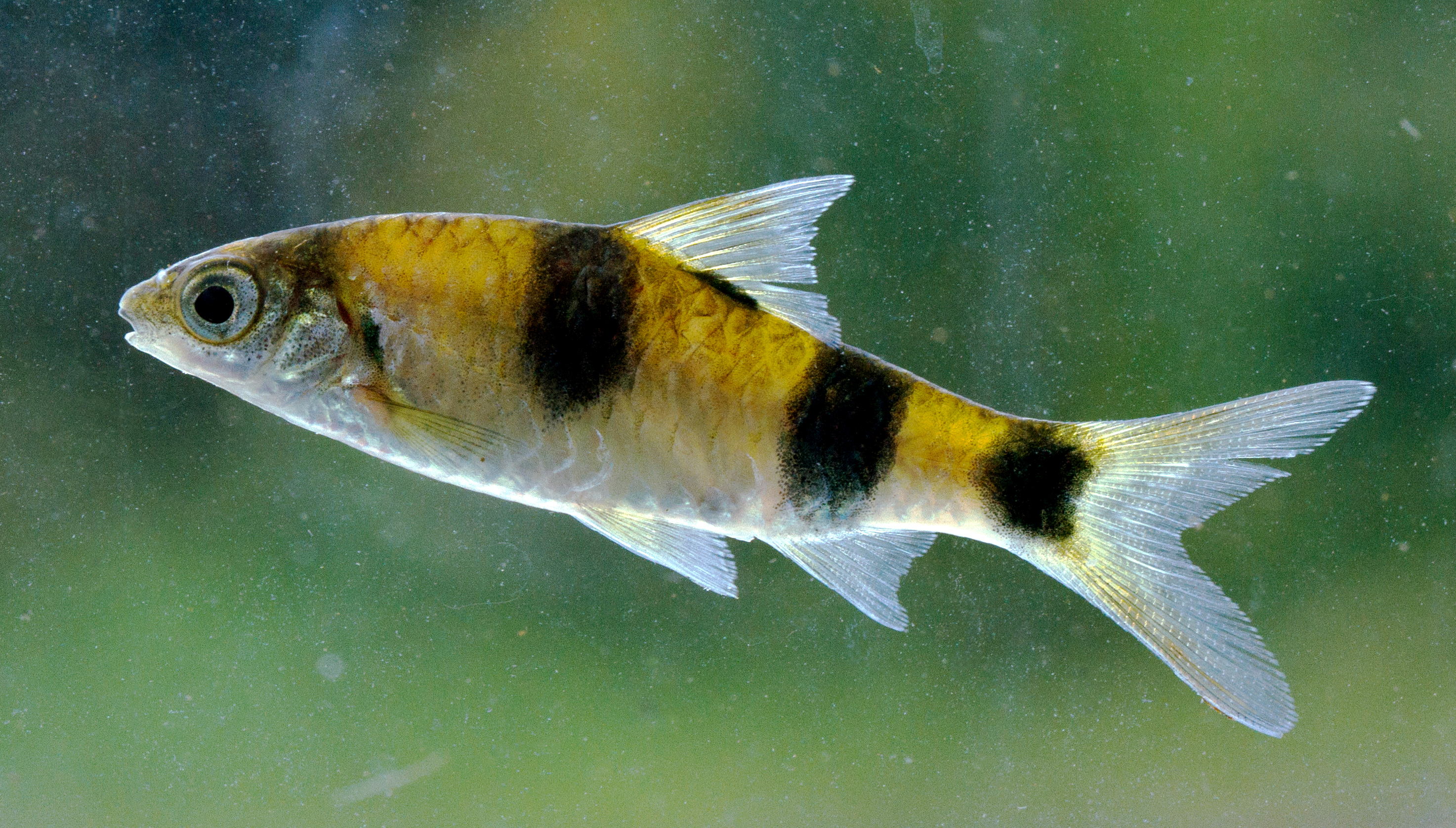
Dawkinsia srilankensis.

## Classification
Le nom valide complet (avec auteur) de ce taxon est Dawkinsia Pethiyagoda, Meegaskumbura (d) & Maduwage (d), 2012,.

## Étymologie
Le nom générique, Dawkinsia, a été choisi en l'honneur de l'éthologiste britannique Richard Dawkins (1941-), en reconnaissance de sa contribution à la vulgarisation scientifique.

## Publication originale
- Rohan Pethiyagoda, Madhava Meegaskumbura et Kalana Maduwage, « A synopsis of the South Asian fishes referred to Puntius (Pisces: Cyprinidae) », Ichthyological Exploration of Freshwaters, Verlag Dr. Friedrich Pfeil (d), vol. 23, no 1,‎ 1er juin 2012, p. 69-95 (ISSN 0936-9902, lire en ligne).